# جو هاستينغز
جو هاستينغز (بالإنجليزية: Joe Hastings)‏ هو لاعب كرة قدم أمريكية أمريكي، ولد في 5 مايو 1987 في ويتشيتا في الولايات المتحدة.

## وصلات خارجية
- جو هاستينغز على موقع مرجع كرة القدم المحترفة.كوم (الإنجليزية)